# Elektro-L
Elektro-L constitue la première famille de satellites météorologiques russes circulant en orbite géostationnaire. Après le lancement d'un unique satellite de première génération Elektro-1 en 1994, le gouvernement russe confie à la société Lavotchkine en 2001 le développement d'une nouvelle famille baptisée Elektro-L dont le premier exemplaire est lancé en 2011 et positionné au niveau de la longitude 76°. Un second satellite est lancé en décembre 2015. Le troisième satellite est lancé en décembre 2019. Le quatrième satellite est lancé en février 2023.
Le cinquième satellite de la série est prévu pour être lancé en 2024.  

## Historique
Le premier satellite météorologique russe placé en orbite géostationnaire a connu une longue phase de gestation qui remonte au début des années 1980. L'entreprise VNII Elektromekhaniki est chargée à l'époque de concevoir le satellite Elektro-1 dont deux exemplaires devaient être placés en orbite. À cause de la crise économique qui suit l'éclatement de l'Union soviétique, un unique satellite est lancé en 1994 et positionné au niveau de la longitude 76° Est. Celui-ci cesse de fonctionner en 1998 alors que les principales puissances spatiales (Japon, Europe et États-Unis) maintiennent à l'époque depuis une vingtaine d'années dans l'espace une présence permanente de ce type de satellite. 
En 2001, le gouvernement russe confie à Lavotchkine, le principal constructeur russe de satellites scientifiques, le développement du remplaçant du Elekto-1. L'Elektro-L (L Pour Lavotchkine) doit inaugurer une nouvelle plateforme, baptisée Navigator qui doit être réutilisée par la suite pour les observatoires spatiaux Spektr-R, Spektr-RG et Spektr-UV. Trois satellites sont prévus, le premier devant occuper la longitude 76° Est et le second devant être positionné à 14,5° Ouest. La charge utile comporte un instrument principal, de type radiomètre, pour répondre aux besoins météorologiques mais également un instrument destiné à étudier le rayonnement solaire. Un récepteur permet à la fois de relever les données de 800 balises météorologiques éparpillées sur le territoire russe et de capter les signaux des balises de détresse de type Cospas-Sarsat. Pour lancer le satellite, le constructeur ukrainien Ioujnoïe développe une nouvelle version de son lanceur, la Zenit-3F équipée de l'étage supérieur Fregat-SB. Les performances du moteur de cet étage s'avèrent inférieures à ce qui était prévu et le constructeur du satellite doit abaisser la masse de l'Elektro-L de 1 900 kg à 1 766 kg en réduisant la quantité d'ergols emportés et donc la durée de vie de l'Elektro-L. Le lancement prévu initialement en 2006 est régulièrement repoussé et a finalement lieu le 20 janvier 2011. Le second satellite, dont le lancement était prévu en 2010, a été placé en orbite en décembre 2015. 
Le troisième est mis en orbite par une fusée Proton beaucoup plus puissante, à la suite de la décision des dirigeants russes de ne plus avoir recours au lanceur ukrainien. Le lancement prévu à l'origine en 2016 est plusieurs fois repoussé et a eu lieu en décembre 2019. 
Deux autres satellites, Electro-L numéro 4 et 5, sont prévus. Elektro-L 4 est lancé le 5 février 2023 et le cinquième est prévu pour 2024.

## Caractéristiques techniques
Le satellite Elektro-L utilise la nouvelle plateforme Navigator de Lavotchkine dont c'est la première utilisation. Cette plateforme a une masse à sec de 950 kg et peut emporter 540 kg d'ergols. Le satellite est stabilisée 3 axes. La précision de pointage est inférieure à 0,05° et la dérive angulaire est inférieure à 5 × 104°/s. Les panneaux solaires regroupés sur une aile orientable fournissent 1,7 kW en fin de vie. La batterie des premiers exemplaires est allemande. La plateforme consomme environ 700 watts. Le satellite a une masse totale de 1 620 kg dont 435 kg pour la charge utile. Le satellite est conçu pour une durée de vie de 10 ans.

### Charge utile
La charge utile est constituée par trois instruments.

#### Radiomètre MSU-GS
MSU-GS est l'instrument principal d'Elektro-L. D'une masse de 106 kg, il a été développé par l'institut de recherche RNIIKP situé à Moscou. Il s'agit d'un radiomètre à 10 canaux dont 3 en lumière visible et 7 en infrarouge. Il fournit une image de la surface de la Terre et de la couche supérieure de l'atmosphère. Les mesures effectuées sont proches de celles de l'instrument SEVIRI installé à bord du satellite européen MSG-1 de EUMETSAT. 

#### Groupe d'instruments de mesures hélio-physiques GGAK-E
GGAK-E, d'une masse de 50 kg, regroupe un ensemble d'instruments effectuant des mesures des différents particules et rayonnements atteignant la Terre afin de suivre et prévoir l'activité solaire et d'étudier la magnétosphère, l'ionosphère et les couches supérieures de l'atmosphère terrestre. Il est composé de 7 capteurs :
- SKIF-6 est un spectromètre qui mesure le spectre énergétique et la densité des flux d'électrons et de protons d'origine solaire jusqu'à 70 MeV ,
- SKL-E est un spectromètre qui effectue les mêmes mesures jusqu'à 100 MeV,
- GALS-E mesure la densité des protons d'origine galactique de 600  à   1 200 MeV,
- ISP-2M mesure la constante solaire (rayonnement infrarouge entre 0,2 et 100 microns),
- VUSS-E mesure l'intensité du rayonnement ultraviolet dans la longueur d'onde caractéristique des 121,6 microns (ligne d’absorption HL),
- DIR-E mesure le rayonnement X d'origine solaire,
- FM-E est un magnétomètre qui mesure 16 fois par seconde les trois composants vectoriels du champ magnétique terrestre ainsi que l'intensité de celui-ci avec une précision de 0,01%.

#### Système d'alerte et de géolocalisation GEOSAR
GEOSAR est un système d'alerte et de localisation de radiobalises de type Cospas-Sarsat.

### Historique des lancements
| Désignation | Date lancement   | Lanceur             | Référence COSPAR | Statut     | Commentaire |
| ----------- | ---------------- | ------------------- | ---------------- | ---------- | ----------- |
| Elektro-L 1 | 20 janvier 2011  | Zenit-3F            | 2011-001A        | En service |             |
| Elektro-L 2 | 11 décembre 2015 | Zenit-3F            | 2015-074A        | En service |             |
| Elektro-L 3 | 24 décembre 2019 | Proton-M Bloc-DM-03 | 2019-095A        | En service |             |
| Elektro-L 4 | 5 février 2023   | Proton-M Bloc-DM-03 | 2023-016A        |            |             |
| Elektro-L 5 | 2024             | Proton-M Bloc-DM-03 |                  |            |             |